# Брунс, Ханс-Гюнтер
Ханс-Гю́нтер Брунс (нем. Hans-Günter Bruns; род. 15 ноября 1954, Мюльхайм-ан-дер-Рур, Северный Рейн-Вестфалия) — немецкий футболист и тренер, выступавший на позиции полузащитника.

## Карьера

### Клубная
С 1973 по 1976 год Брунс сыграл всего 20 матчей и забил 2 гола за «Шальке 04». Следующим клубом в его карьере стал «Ваттеншайд 09», где он отыграл 2 сезона. Брунс провёл сезон 1978/79 в мёнхенгладбахской «Боруссии», а сезон 1979/80 в «Фортуне» из Дюссельдорфа. Однако в 1980 году немец вернулся в Мёнхенгладбах, где сыграл 301 матч за команду в Бундеслиге и забил 55 голов. Брунс играл за «Боруссию» десять лет и в 1990 году завершил карьеру.

### В сборной
Брунс сыграл 4 матча за сборную ФРГ в 1984 году и был заявлен за сборную на чемпионат Европы 1984 года, где, однако, не провёл ни одной встречи.

### Карьера тренера
С 2001 по 2006 год работал в клубах низших лиг Германии: «Адлер Остельферд», «Шпельдорф» и «Фельберт». С 2006 по 2008 год работал в «Рот-Вайссе» из Оберхаузена и за два сезона вывел команду из четвёртого дивизиона во Вторую Бундеслигу. До 2011 года работал в «Рот-Вайссе» ассистентом главного тренера.

## Достижения
- Обладатель Кубка УЕФА: 1978/79
- Финалист Кубка УЕФА: 1979/80
- Серебряный призёр Бундеслиги: 1976/77
- Обладатель Кубка Германии: 1979/80
- Финалист Кубка Германии: 1983/84